# Lac Marjolaine
Pour les articles homonymes, voir Marjolaine.
Le lac Marjolaine est un lac situé au centre-nord de la péninsule Loranchet sur la Grande Terre, l'île principale des Kerguelen dans les Terres australes et antarctiques françaises.

## Géographie

### Situation
Le lac Marjolaine est situé au centre-nord de la péninsule Loranchet dans une vallée assez encaissée, appelée « couloir Mangin », située entre le mont Daniel Barbier à l'ouest, le massif du mont du Théodolite à l'est et Le Colosse au nord.
De forme allongée, il s'étend sur environ 2 185 mètres de longueur et 550 mètres de largeur maximale et est situé à environ 15 m d'altitude au centre d'un couloir montagneux qui collecte les eaux de pluie et de fonte des neiges alimentant la rivière Mangin (prenant sa source sur les contreforts du mont Chaotique, mais également alimentée par l'exutoire du lac Doris qui les surplombe de 400 m de hauteur et rejoint la rivière juste avant le lac) qui le traverse avant de se jeter, 1,2 km en aval, dans l'océan Indien au niveau de la lagune de Port Perrier, une sous-division de la baie de Recques.

### Toponyme
Le lac doit son nom – attribué en 1967 par la commission de toponymie des îles Kerguelen – à la plante éponyme.